# Eielson-Halbinsel
Die Eielson-Halbinsel ist eine etwa 35 km lange, 16 km breite, schroffe und hauptsächlich verschneite Halbinsel an der Ostküste des Palmerlands auf der Antarktischen Halbinsel. Sie trennt das Smith Inlet im Norden vom  Lehrke Inlet im Süden. Das Kap Boggs als ihr östlicher Ausläufer bildet die Grenzmarke zwischen der nördlich liegenden Wilkins-Küste und der Black-Küste im Süden.
Die felsige Nordwand der Halbinsel wurde vermutlich durch den australischen Polarforscher Hubert Wilkins bei seinem Flug über das Gebiet am 20. Dezember 1928 gesichtet und als Kap Eielson nach Wilkins’ Pilot Carl Ben Eielson (1897–1929) benannt. Der Name wurde nach Luftaufnahmen, die Wissenschaftler der United States Antarctic Service Expedition (1939–1941) im Jahr 1940 angefertigt hatten, schließlich auf die gesamte Halbinsel übertragen.